# Thanh Vinh
Thanh Vinh là một phường thuộc thị xã Phú Thọ, tỉnh Phú Thọ, Việt Nam.

## Địa lý
Phường Thanh Vinh nằm ở phía tây thị xã Phú Thọ, có địa giới hành chính:
- Phía đông giáp phường Hùng Vương
- Phía tây giáp huyện Thanh Ba
- Phía nam giáp huyện Thanh Ba và xã Thanh Minh
- Phía bắc giáp huyện Thanh Ba và xã Văn Lung.

Phường có diện tích 4,23 km², dân số năm 2013 là 9.075 người, mật độ dân số đạt 2.145 người/km².

## Lịch sử
Trước đây, Thanh Vinh là một thôn thuộc xã Thanh Hà, huyện Thanh Ba.
Ngày 1 tháng 4 năm 2003, Chính phủ ban hành Nghị định 32/2003/NĐ-CP. Theo đó, chuyển thôn Thanh Vinh thuộc xã Thanh Hà, huyện Thanh Ba về thị xã Phú Thọ quản lý và thành lập xã Thanh Vinh thuộc thị xã Phú Thọ trên cơ sở toàn bộ 413,91 ha diện tích tự nhiên, 3.178 người của thôn Thanh Vinh.
Ngày 23 tháng 7 năm 2013 Chính phủ ban hành Nghị quyết 88/NQ-CP. Theo đó, thành lập phường Thanh Vinh trên cơ sở toàn bộ diện tích và dân số của xã Thanh Vinh.
Sau khi thành lập, phường Thanh Vinh có 423,13 ha diện tích tự nhiên, dân số là 9.075 người.